# هاک‌هایم (تگزاس)
هاک‌هایم (به انگلیسی: Hochheim) یک منطقهٔ مسکونی در ایالات متحده آمریکا است که در شهرستان دویت، تگزاس واقع شده‌است. هاک‌هایم ۱۰۷٫۹ متر بالاتر از سطح دریا واقع شده‌است.